# Conquista han de Dian
La conquista de Dian por parte de los Han fue una serie de campañas y expediciones militares de la  dinastía china Han que se recogen en fuentes textuales contemporáneas contra el reino de Dian, en la actual Yunnan. Dian quedó bajo el dominio de los Han en el año 109 a. C., después de que el emperador Wu de Han enviara un ejército contra el reino mientras el imperio se expandía hacia el sur.

## Antecedentes
Dian fue un antiguo reino situado en la actual Yunnan, al suroeste de China. Según el historiador Han, Sima Qian, fue establecido en el 279 a. C. por Zhuang Qiao, un general de Chu durante el período de los reinos combatientes. Fue enviado a la región alrededor del lago Dian como parte de una campaña militar de Chu. Cuando la patria Chu fue invadida por los Qin, Zhuang Qiao decidió quedarse en Yunnan y estableció el reino Dian. La dinastía Qin fue posteriormente derrocada por los Han, y las comandancias de la nueva dinastía, Ba y Shu, limitaron con Dian.
En el año 135 a.c., el enviado de los Han, Tang Meng, llevó regalos al rey de Yelang, un reino limítrofe con Dian, y lo convenció de someterse a los Han. La Comandancia de Jianwei se estableció en la región. En el año 122 a. C., el emperador Wu envió cuatro grupos de enviados al suroeste en busca de una ruta hacia Daxia en Asia Central. Un grupo fue recibido por el rey de Dian, pero ninguno de ellos pudo llegar más lejos, ya que las tribus Sui y Kunming en la región de Erhai y las tribus Di y Zuo en el sur les impidieron ir más al norte. Sin embargo, se enteraron de que más al oeste había un reino llamado Dianyue, donde la gente montaba en elefante y comerciaba con los mercaderes de Shu en secreto.
Los observadores Han veían a Dian como una periferia potencial que podía absorber el imperio más allá de sus fronteras. Dian era un importante centro de negocios, conectado por redes de prósperas rutas comerciales con el sur y el sureste de Asia modernos. Las conexiones comerciales se consideraban atractivas para los gobernantes Han, ya que deseaban zonas con prósperas rutas comerciales marítimas. Estos incentivos motivaron al emperador Wu a extender el control de la dinastía Han más al suroeste para asegurar el acceso a productos como la seda y el bambú, el hierro, la púa y la plata.

## Campañas

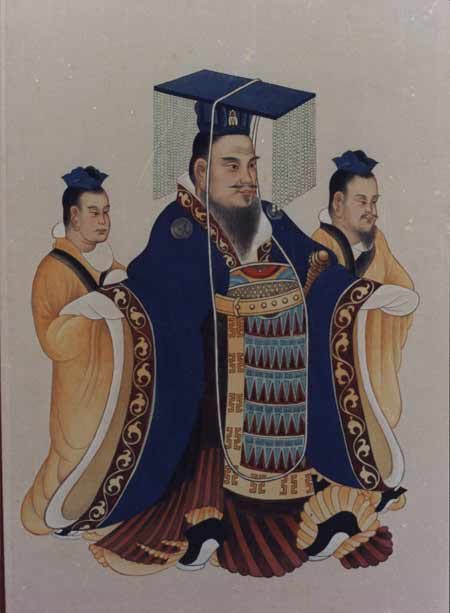
El emperador Han Wudi de la dinastía Han envió fuerzas militares contra los Dian en 109 a. C.

Una campaña militar enviada por el emperador Han Wudi en el año 109 a. C. invadió y anexionó el Reino de Dian.

## Consecuencias
La sinificación de estos pueblos se produjo por una combinación del poder militar imperial Han, el asentamiento regular de chinos Han y la afluencia de refugiados Han. La comandancia de Yizhou se estableció en el antiguo reino. La rendición de Dian fue verificada por los arqueólogos, que descubrieron un sello imperial inscrito por los Han para el rey de Dian. Hubo una serie de rebeliones infructuosas de los Dian contra el dominio Han. Los dos primeros incidentes se produjeron en el 86 a. C. y en el 83 a. C. Una rebelión en el 35 a. C.-28 a. C. fue reprimida por Chen Li, gobernador de la comandancia de Zangke. Más violencia surgió durante la usurpación del emperador Han por parte de Wang Mang y su reinado en el 9-23. Wang respondió enviando campañas militares contra el suroeste. Una campaña perdió el 70% de sus soldados por enfermedad. Otra, con 100 000 hombres y el doble de suministros, tuvo poco éxito. También se produjeron rebeliones en los años 42-45 y 176.
Durante el reinado del Emperador Ming de Han en 57-75, los Han se expandieron más al oeste de Dian y establecieron una nueva comandancia llamada Baoshan. En el año 114, las tribus de Dian que residían al oeste de la Comandancia de Yuexi/Yuesui aceptaron el dominio Han. El Emperador Huan de Han emprendió una campaña de sinización durante su reinado entre 146 y 168 que introdujo la ética y la cultura china Han a las tribus Dian.
Los Dian fueron desplazados y asimilados gradualmente a la cultura china Han tras la anexión del Reino Dian por parte del Imperio Han en el 109 a. C. Con el paso de los siglos siguientes, los Dian se asimilaron a la cultura china Han y prácticamente se extinguieron en el siglo XI de nuestra era. Es evidente en los artefactos descubiertos por los arqueólogos en la zona. En el Yunnan moderno se han encontrado espejos, monedas, cerámica y objetos de bronce fabricados al estilo Han. Los artefactos Dian, que antes se distinguían visualmente de los Han, tomaron mucho de las importaciones Han hacia el 100 a. C., lo que indica la asimilación de Dian a la cultura china Han.